# Robert Griffier
Robert Griffier, né en 1675 en Angleterre et mort en 1727 à Amsterdam, est un dessinateur, marchand d’art et peintre néerlandais de paysages urbains, natures mortes et surtout de paysages.
Il est le fils de Jan Griffier,,, et le cousin de Jan Griffier II.